# Philippe Huet (1920-1994)
Pour les articles homonymes, voir Philippe Huet et Huet.
 (mars 2015).
Si vous disposez d'ouvrages ou d'articles de référence ou si vous connaissez des sites web de qualité traitant du thème abordé ici, merci de compléter l'article en donnant les références utiles à sa vérifiabilité et en les liant à la section « Notes et références ».
Philippe Huet, né le 17 mars 1920 et mort le 3 août 1994, est un haut fonctionnaire, ancien président de la SEITA et des Charbonnages de France.

Philippe Huet siège au secrétariat général de l'Otan

## Biographie

### Jeunesse et études
Né le 17 mars 1920, Philippe Huet effectue ses études secondaires au collège Franklin. Il étudie à l'École libre des sciences politiques, obtient une licence de lettres, et un doctorat en droit.

### Parcours professionnel
Philippe Huet, intègre l’inspection des finances à l’âge de 26 ans en 1946. Il est directeur de cabinet de Paul Ramadier en 1948, puis à nouveau en 1956. Il est directeur au secrétariat général de l'OTAN jusqu'en 1956, conseiller financier de l’ambassade de France en Grande-Bretagne (1967-1962), puis travaille au ministère de l'Économie et des Finances. Il prend ensuite la direction de groupes industriels publics. Il a été également censeur à la Banque de France où il représente l'État.
Le 21 février 1990, Philippe Huet prend sa retraite. Il est un temps président des Anciens de l’inspection des finances et préface à ce titre l’ouvrage Mémoires d’un inspecteur des Finances au XIXe siècle. Il préside également l’Association des Amis de Paul Ramadier.
Philippe Huet a eu cinq enfants avec Antoinette Ripert : Pascale, Hélène, Cécile, Philippe et Antoine. Il disparaît en 1994.

#### Directeur de cabinet de Paul Ramadier

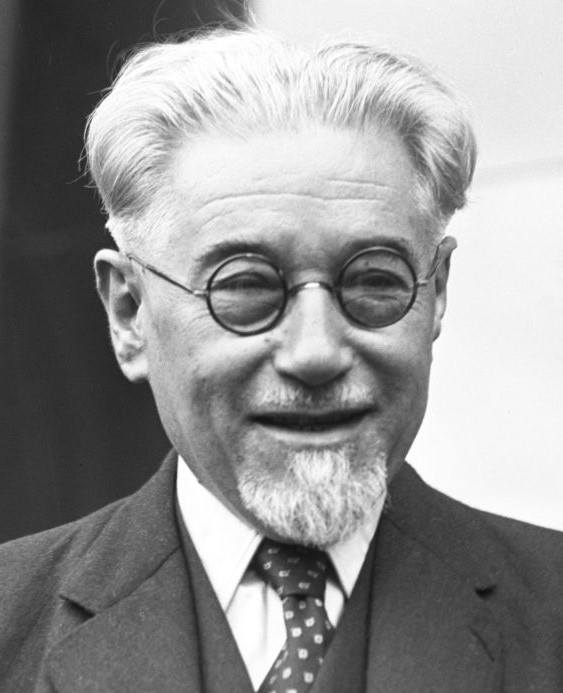
Paul Ramadier

Comme directeur de cabinet de Paul Ramadier, ministre de la Défense du gouvernement d'Henri Queuille) en 1948-1949, Philippe Huet participe au passage d'une armée de guerre à une armée de paix. Il part ensuite diriger la division des programmes de la Défense au sein du secrétariat général de l’Otan. En 1956-1957, Paul Ramadier nommé ministre des Affaires économiques et financières du gouvernement Guy Mollet, rappelle Philippe Huet. Il met à profit ces deux expériences lorsqu'il s'occupe de la réforme administrative et la rationalisation des choix budgétaires.

#### Au ministère de l'Économie et des Finances

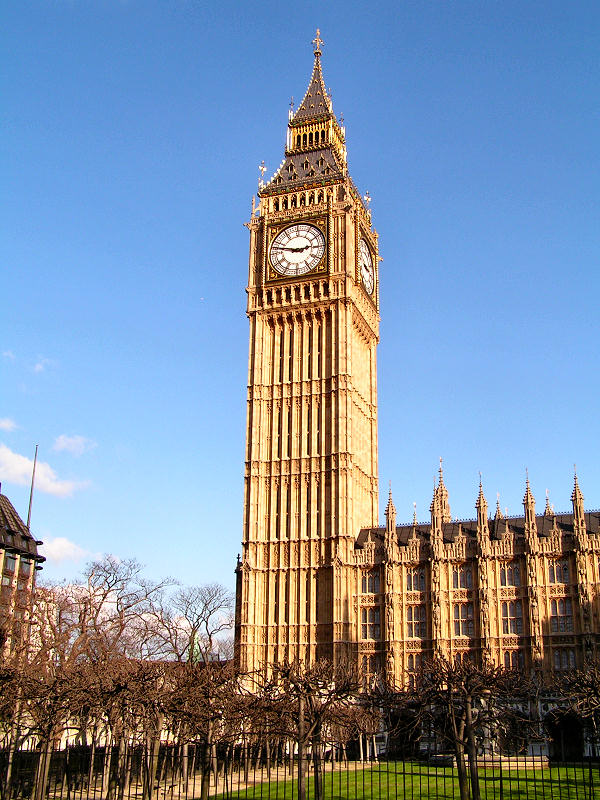
P. Huet travaille cinq ans à l'ambassade de France de Londres.

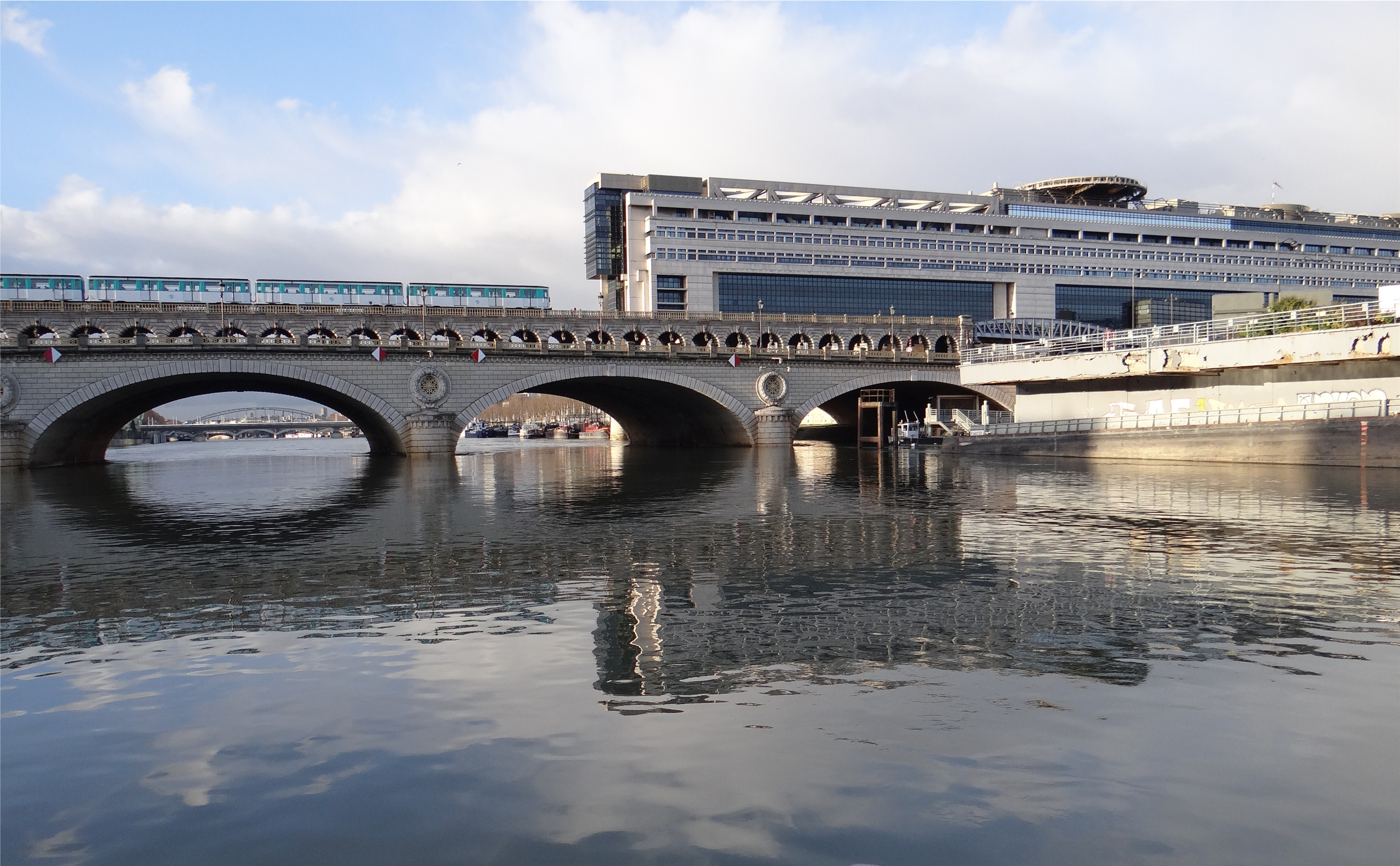
Ministère des Finances.

Philippe Huet dirige la Direction générale des prix et des enquêtes économiques, puis de la Direction générale du commerce intérieur et des prix entre 1962 et 1968.
Il entame alors la réforme de ses propres services : regroupements et fusions des corps et des services, mélanges des métiers, des formations et des cultures administratives. Il se voit confier par Michel Debré un travail de prospective sur l’organisation, les structures et les méthodes de travail du ministère de l’Économie et des Finances. Il entreprend une enquête qualitative par questionnaire d’un genre totalement nouveau auprès de 2 000 cadres de l’administration, met au point un modèle de gestion prévisionnel des personnels, tente de mener aussi une réflexion sur la gestion de l'équipement informatique du ministère.  
Le rapport Huet, remis au président Valéry Giscard d’Estaing en 1971, « est le premier le dernier rapport du XXe siècle à avoir proposé une réforme pour l'ensemble du ministère de l’Économie et des Finances ».

#### La Mission RCB
Au début de l'année 1968, à la tête de la Direction du commerce intérieur et des prix, il est nommé à la tête d'une équipe de travail : la « mission RCB » (Mission de Rationalisation des choix budgétaires) sur le modèle du PPBS (Planning Programming Budgeting System) développé aux États-Unis par l'administration du Pentagone. Elle a pour objectif « d'expérimenter une méthode tendant à la rationalisation des choix budgétaires et au contrôle des résultats de l'action administrative par des études d'analyse de système et de coût/efficacité ». 
Dans l'exposé de sa mission, Philippe Huet estime que « la RCB, - par un revirement complet des perspectives et des méthodes de l'action publique, par l'utilisation des techniques de calcul formelles et mécaniques offertes grâce au développement des ordinateurs, par la modification des mentalités et des relations administratives qu'elle implique, ouvre au Gouvernement qui la pratique et à l'Administration qui l'applique la perspective de résoudre efficacement à la fois ces problèmes d'économie, d'organisation et d'information ensemble posés ».

#### Le CREDOC
Dans le sillage de la mission RCB, et sous l’impulsion du Commissariat au Plan, Philippe Huet devient l’un des fondateurs du Centre de recherche pour l'étude et l'observation des conditions de vie (CREDOC),, organisme d'études et de recherche au service des acteurs de la vie économique et sociale. Composé d’économistes, de statisticiens et de sociologues dont une bonne partie est à la charge du CNRS, les équipes du CRÉDOC apportent leurs compétences au développement des « missions RCB ».

#### Président de la SEITA

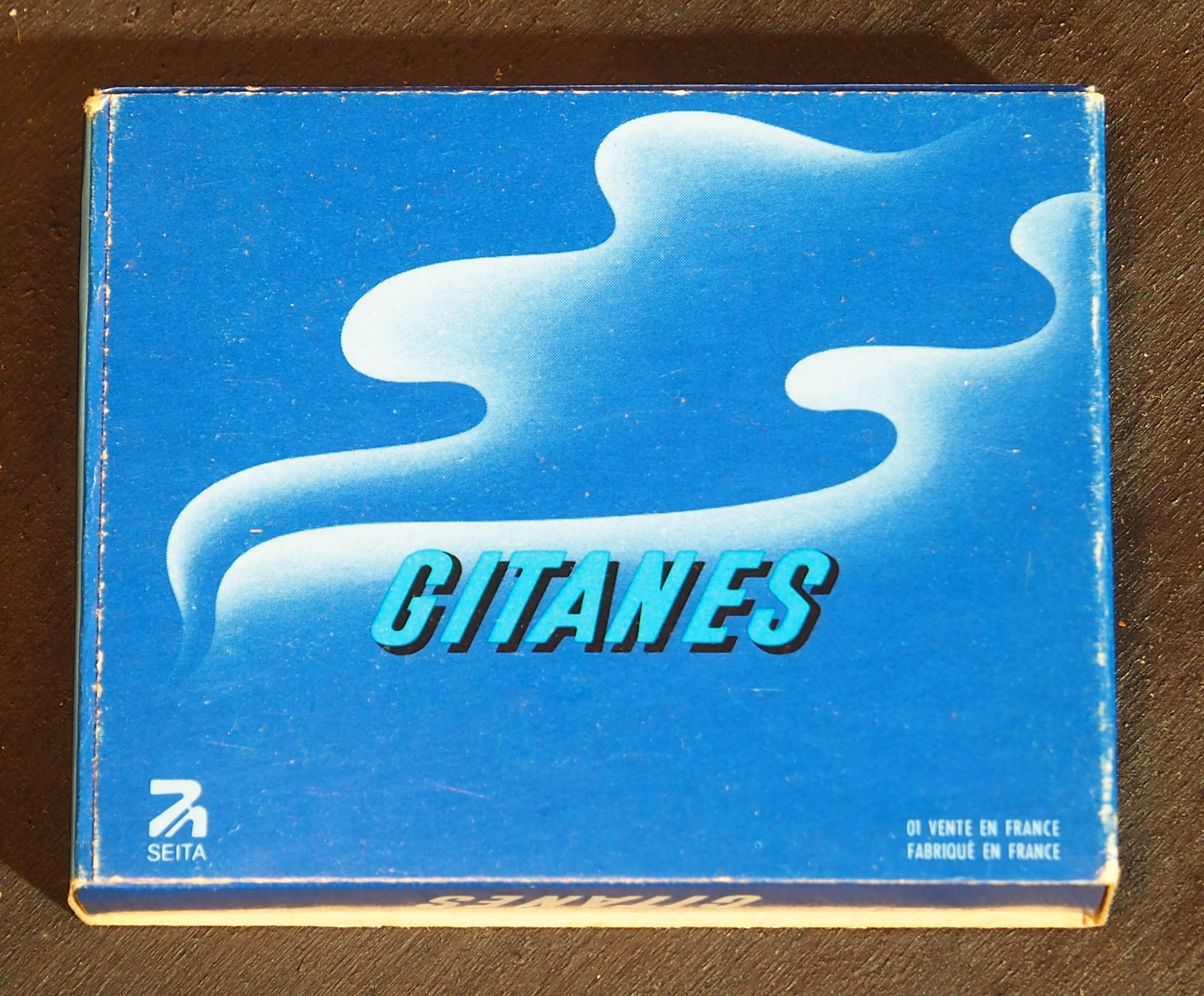
Patron de la SEITA et de ses célèbres cigarettes

En 1974, Philippe Huet devient président du conseil d'administration de la Société d'exploitation industrielle des tabacs et des allumettes (SEITA),, devenue un établissement public à caractère industriel et commercial (EPIC) au début des années 1960.

#### Président des Charbonnages de France

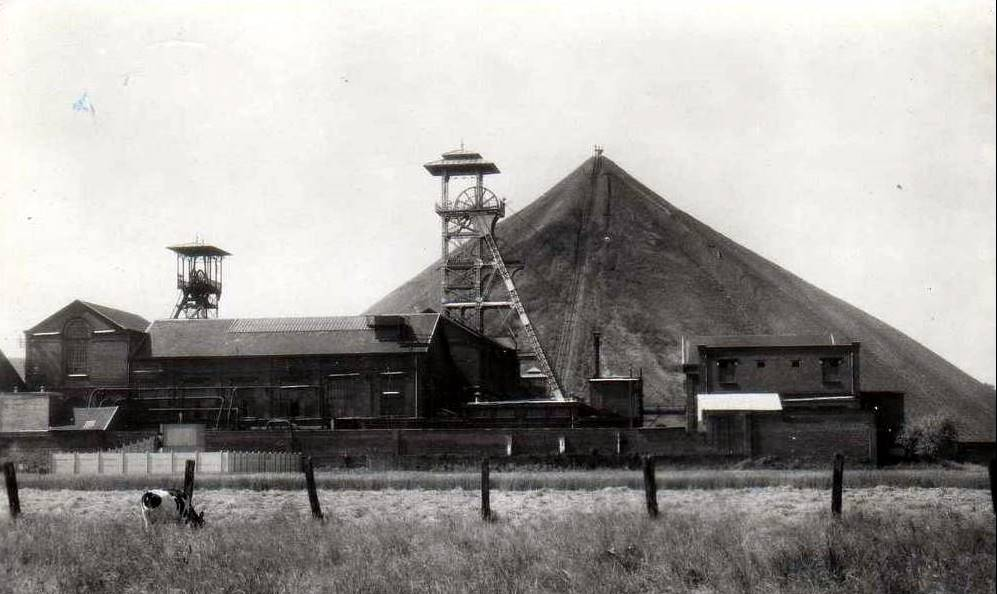
Patron des Charbonnages de France

Dans les années 1980, Philippe Huet prend la tête du conseil d’administration des Charbonnages de France sur proposition du ministre de l'industrie et de la recherche,,.
Le président François Mitterrand avait promis l'arrêt des démantèlements irréversibles des structures industrielles houillères. Les pouvoirs publics prétendaient relancer l'exploration, identifier de nouvelles ressources charbonnières valorisables et potentiellement rentables. Les contraintes budgétaires vont malheureusement arrêter la relance et les espoirs. Après le revirement contraint du gouvernement, c'est à Philippe Huet qu'est confiée la tâche difficile de gérer les Charbonnages et d'accompagner les restructurations. L'entreprise va devoir cesser les embauches et se diversifier vers d'autres sources de revenus que le charbon.

### Parcours professoral
Philippe Huet a enseigné à l'Institut d'études politiques de Paris.

## Publications
- Philippe Huet, L’Expérience française de rationalisation des choix budgétaires, Paris, PUF, 1973
- «Valoriser l'action publique. Le "consentement à payer", un outil au service de la LOLF», Cahier de recherche, no 224, 2006